# Zla smrt II
Zla smrt II (eng. Evil Dead II), američki horor film snimljen 1987. godine. Nastavak je filma Zla smrt iz 1981. Scenaristi su Sam Raimi i Scott Spiegel, a režirao ga je Sam Raimi. U glavnoj ulozi je Bruce Campbell kao Ash Williams. Evil Dead II dobio je nastavak 1993., nazvan Army of Darkness.

## Radnja
Ash Williams i njegova djevojka Linda odlaze na romantični odmor u prividno napuštenu drvenu kolibu smještenu duboko u šumi (ovo je zapravo prerađeni početak prvoga nastavka filma). U kolibi Ash pronalazi audio snimku vlasnika kolibe, profesora Knowbyja, na kojoj su snimljeni prijevodi odlomaka iz knjige znane kao Necronomicon (Naturon Demonto ili Knjiga Mrtvih). Čitanje iz Knjige Mrtvih probudi drevne demone, zle sile koje mogu opsjedati ljude i živa bića. Prva žrtva je Linda, koja opsjednuta napada Asha te je on ubija odsijecanjem glave. Ash mora voditi borbu protiv demona, koji se koriste raznim trikovima ne bi li ga zaplašili i ubili. Oživljeno truplo njegove djevojke Linde ugrize ga desnu šaku, koja također postane opsjednuta te ju Ash odsječe motornom pilom. 
U međuvremenu, u kolibu stižu profesorova kćer Annie, koja je pronašla neke odlomke iz Necronomicona, njezin dečko i profesorov asistent Ed Getley, te dvoje ljubavnika, Jake i Bobby Joe. Pronalaze Asha krvavoga te pomisle kako je on ubio profesora i njegovu ženu i zatvore ga u podrum. No, ubrzo se i sami susreću s napadom demona te oslobađaju Asha. Ed biva ubijen, a Bobby Joe bježi šumu. Unatoč protivljenju, Ash je prisiljen, pod prijetnjom oružjem, krenuti u potragu za njome. Bivaju napadnuti, a Ash je opsjednut demonom (vidi Deadite Ash). Annie i Jake uspijevaju pobjeći natrag u kolibu, ali Jake ubrzo pogiba. U trenutku kada se opsjednuti Ash sprema ubiti Annie, ugleda Lindinu ogrlicu, što otjera demona. Ash tada učvršćuje motornu pilu umjesto odsječene šake desne ruke. 
Ash i Annie shvaćaju da je jedini način da unište zlo čitanje odlomaka iz Knjige Mrtvih. Uspijevaju ubiti demona, ali također se otvara vremenski portal koji usisava sve pred sobom. Annie umire prije nego što ga uspije zatvoriti. Ash, njegov automobil, te dijelovi kolibe i okolna stabla bivaju usisana u vremenski vrtlog. Ash se nađe u 1300. godini, gdje ga dočekaju vitezovi kralja Arthura koji ga smatraju svojim spasiteljem. Napadne ih demon, kojega Ash ubije svojom sačmaricom. Proročanstvo o "Čovjeku koji je pao s neba" i izbavio ljudski rod od zla se ispunilo. Shvativši što se dogodilo i gdje se nalazi, Ash se psihički slama i počne vrištati. Film završava i počinje odjavna špica.

## Povijest
Koncept i ideja za nastavak rodila se već na snimanju prvog filma. Sam Raimi htio je vratiti Asha u prošlost, u srednji vijek, što je naposljetku dovelo do trećeg nastavka, Army of Darkness
Nakon izlaska The Evil Deada, Raimi snima Crimewave, hibrid između kriminalističkog filma i komedije. Producenti filma su bili Raimi, Joel i Ethan Coen. Irvin Shapiro, publicist koji je bio zaslužan za izdavanje i promociju The Evil Dead, predlaže Raimiju rad na drugom nastavku. Raimi odbija, smatravši da će Crimewave postati hit, ali Shapiro ipak službeno najavljuje nastavak.
Nakon slabog uspjeha Crimewavea kod publike i kritike, Raimi i Tapert, znajući da si ne mogu priuštiti još jedan neuspjeh, prihvaćaju Shapirovu ponudu. U isto vrijeme, susreću talijanskog filmskog producenta Dina de Laurentisa, vlasnika distribucijske tvrtke DEG. On je ponudio Raimiju projekt režiranja filmske adaptacije knjige Stephena Kinga (koju je napisao pod psudonimom Richard Bachman) Thinner. Raimi je odbio, ali de Laurentis ne gubi zanimanje za mladog filmaša.
Snimanje Thinnera bila je dio dogovora Kinga i de Laurentisa o adaptaciji nekoliko Kingovih uspješnih horrora. U to vrijeme, King je zauzet režiranjem prve u nizu tih adapatacija, Maximum Overdrive, temeljenu na njegovoj kratkoj priči Trucks. Igrom slučaja, našao se na večeri s jednim od članova filmske ekipe koja je radila na nastavku The Evil Deada i saznao da imaju problema s finaciranjem projekta. King, koji je bio obožavatelj prvoga nastavka, nazvao je de Laurentisa i zamolio ga da finacira film.
Iako prilično skeptičan, prihvaća ponudu nakon uspjeha prvog filma u Italiji. Raimi i Tapert zatražili su 4,000.000 dolara, no odobreno im je samo 3,600.000 dolara. Zbog toga, planirane scene u srednjem vijeku bile su izbrisane.

## Obrada ili ne?
Evil Dead II nije obrada prvoga nastavka niti je to trebao biti. Zbog zakonskih razloga, Sam Raimi nije mogao upotrijebiti snimke iz prvoga nastavka, te je morao ponovo snimiti neke scene u kojim se ukratko objašnjava radnja. Npr. u The Evil Deadu, Ash i njegovi prijatelji odlaze u kolibu u šumi, dok u Evil Deadu II u istoimenu kolibu odlaze Ash i njegova djevojka Linda. Evil Dead II koristi samo glavne elemente priče prvoga nastavka, odlazak u kolibu i buđenje demona, dok je ostatak filma potpuno novo iskustvo.

## Produkcija

### Scenarij
Iako su tek nedavno dobili potreban budžet, scenarij je bio dovršen mnogo ranije, već za snimanja Crimewavea. Raimi se udružuje sa Scottom Spiegelom, koji je ranije surađivao s Campbellom i drugima na snimanju Super 8 filmova tijekom odrastanja u Michiganu. Većina tih filmova bile su komedije, i Spiegel je smatrao kako bi Evil Dead II trebao imati manje pravih horror elemenata od prethodnika, a više humora. Prvotno, početak filma je uključivao svih pet likova iz prvog nastavka, ali zbog štednje na budžetu, svi osim Asha i Linde izbačeni su iz scenarija. To je i glavni razlog nesuglasica oko toga je li Evil Dead II obrada ili ne.
Spiegel i Raimi napisali su većinu scenarija u njihovoj kući u Silver Lakeu, Los Angeles, Kalifornija gdje su živjeli s prije spomenutom braćom Coen. Tamo su također upoznali glumice Frances McDormand, Kathy Bates i Holly Hunter, koja je poslužila kao inspiracija za lik Bobby Joe. Zbog raznih obaveza koje je Raimi imao s Crimewaveom, a Becker s filmom Thou Shalt Not Kill... Except, trebalo je prilično dugo vremena da scenarij bude dovršen.
Film je imao mnoge uzore, među kojima The Three Stooges i druge slapstick komedije; Ashova borba sa svojom odsječenom rukom potječe iz ranijeg Speigelova filma kojega je snimio kao tinejdžer, nazvanog Attack of the Helping Hand i inspiriranog TV reklamom za Hamburger Heleper.
Scena u kojoj soba oživljava i smije se Ashu nastala je iz interne šale između Raimija i Spiegela, u kojoj je Spiegel pomoću svjetiljke sa savijenim vratom oponašao Popajev smijeh. Humor Scotta Spiegela vidljiv je tijekom čitavog filma, najčešće u vizualnim šalama; npr. kada Ash zarobi svoju opsjednutu odsječenu ruku ispod vjedra, na vejdro stavi hrpu knjiga da joj onemogući bijeg. Knjiga na vrhu hrpe nosi naziv "Farewell to Arms". (Ovo je igra riječima; naime riječ arms na eng. znači ruke, ali i oružje. Naziv knjige zato ima dvostruko značenje: Zbogom oružju ali i Zbogom rukama.)

### Snimanje
Sa završenim scenarijem i osiguranom filmskom ekipom, snimanje je moglo započeti. Produkcija je započela u Wadesborou, Sj. Karolina ne mnogo udaljenome od de Laurentisovih ureda u Wilmingtonu. Iako je on htio da se film snima u njegovu studiju, filmska ekipa se osjećala neugodno u neposrednoj blizini producenta, pa su se preselili u Wadesboro. Steven Spielberg je u Wadesborou snimio film The Color Purple, a velika bijela kuća na farmi koja je služila kao vanjska lokacija u tom filmu, postala je produkcijski ured za Evil Dead II. Većina filma snimljena je u blizini kuće, ili u J.R. Fasion nižoj srednjoj školi, gdje se nalazio set s unutrašnjošću drvene kolibe.
Produkcija nastavka nije bila ni približno kaotična kao na snimanju prvog filma, najviše zbog u međuvremenu stečenog filmskog iskustva Raimija, Taperta i Campbella. No, poznato je nekoliko duhovitih zgoda sa snimanja. Tako je štakora koji se pojavljuje u nekoliko scena filmska ekipa nazvala "Señor Cojones". "Cojones" na španjolskome znači "testisi".
Ipak, bilo je poteškoća, najviše oko kostima Teda Raimija, redateljeva mlađeg brata koji je imao manju ulogu i u prvom nastavku. U Evil Deadu II glumi opsjednutu ženu profesora Knowbyja, Henriettu. Ted je trebao nositi kostim koji je prekrivao cijelo tijelo, izrađen od lateksa. Raimi se u kostimu preznojavao te su se nakon skidanja kostima iz njega cijedile doslovno litre znoja. Znoj se također vidi i na filmu, oko uha, u sceni gdje se Henrietta vrti iznad Ashove glave.
Filmska ekipa je također ubacila nekoliko šala i referenci na druge filmove u Evil Dead II. Tako u podrumu i ostavi s alatom na zidu visi rukavica Freddyja Kruegera, antagonista filma A Nigthmare on Elm Street i njegovih nastavaka. To je bila posveta sceni u istoimenom filmu u kojoj Nancy (Heather Langenkamp) na televiziji gleda The Evil Dead. Također, u prvom Evil Deadu vidimo poderani poster filma The Hills Have Eyes. Film The hills Have Eyes sadrži u jednoj sceni sličnu posvetu filmu Jaws.
Na zabavi povodom završetka snimanja, filmska ekipa održala je natjecanje talenata, gdje su Sam Raimi i Bruce Campbell otpjevali pjesmu Eight Miles High grupe The Byrds uz pratnju gitare.

## Vanjske poveznice
- Zla smrt II u internetskoj bazi filmova IMDb-a